# 莱维敦 (宾夕法尼亚州)
莱维敦（Levittown）是美国宾夕法尼亚州巴克斯县的一个普查规定居民点和规划社区，在费城大都会区内。2010年人口52,983人，海拔高度40英尺（12）。它有时被认为是费城在宾夕法尼亚州最大的郊区
1951年，莱维特公司开始在此购买土地，规划建设了莱维敦，由建筑师阿尔弗雷德·莱维特设计。